# 杨执一
杨执一（662年—726年2月8日），唐朝将领，出自弘农杨氏观王房，杨雄曾孙，都水使者、弘農公楊續之孙，潞州刺史、湖城縣男杨思止（字不殆）之子，杨执柔之弟。
杨执一初任玉鈐倉曹，再見取尚食直長，被张易之兄弟排斥，贬为伊州府果毅。加遊擊將軍右衛郎將，历任左清道率、右衛中郎押千騎使。神龙初年，以诛张易之的功劳被任命为雲麾將軍右鷹揚將軍，封弘农縣公。后来晋進冠軍大將軍右威衛將軍、河東郡公。出為常州刺史。轉任晉州刺史。因与王同皎牵连，改为沁州刺史不知事。后任劍州刺史、汾州刺史，徵為涼州都督兼左衛將軍河西諸軍州節度督察九姓赤水軍等大使。攝御史中丞，授涼州都督，改右衛將軍，转任許州刺史，未任，因默啜年老昏暴，部落叛离。开元三年（715年）四月，十姓左五咄陆、右五弩失毕俟斤皆请降。葛逻禄、胡屋、鼠尼施三姓，大漠都督特进朱斯，阴山都督谋落匐鸡，玄池都督蹋实力胡鼻率众内附唐朝。唐玄宗把他们安置在金山。以右羽林军大将军薛讷为凉州镇军大总管，节度赤水、建康、河源等军，屯凉州，以都督杨执一凉州副大总管，授右衛將軍檢校勝州都督兼處置降戶使，兼原州都督。徵拜右威衛大將軍，進檢校右金吾大將軍，攝御史大夫，為朔方元帥。历任右衛大將軍、右金吾卫大將軍、金紫光祿大夫鄜州刺史。開元十四年正月二日（726年2月8日），去世，享年六十五岁。贈戶部尚書，谥号忠。夫人新城郡夫人獨孤氏，左威衛大將軍贈益州都督獨孤卿雲之女。其子杨濯，隋州刺史；杨汪，殿中侍御史。